# جيري ماكجي
جيري ماكجي (بالإنجليزية: Jerry McGee)‏ هو لاعب غولف أمريكي، ولد في 21 يوليو 1943 في نيو لكسينغتون في الولايات المتحدة.

## وصلات خارجية
- جيري ماكجي على موقع رابطة لاعبي الغولف المحترفين (الإنجليزية)